# Hercena (stanice metra v Kyjevě)
Hercena (ukrajinsky Герцена, Hercena) , někdy také Zahorivska je stanice kyjevského metra, která zatím není otevřená a nachází se na Syrecko-Pečerské lince mezi stanicemi Lukjanivska a Dorohožyči.

## Historie
Stanice se začala stavět v 90. letech a měla obsluhovat motocyklový závod Dnepr a Vyšší stranickou školu (nyní Vzdělávací a vědecký institut mezinárodních vztahů Kyjevské národní univerzity). Stanice je nyní provozována jako technická stanice. Výstavba se ale zastavila z důvodu nedostatku financí a už se nikdy nerozjela. Stanice by mohla být uvedena pokud v čtvrti bude velká dopravní poptávka, kterou pozemní doprava nebude zvládat.

## Charakteristika
Stanice bude trojlodní. Na konci stanice se budou nacházet eskalátory vedoucí k východům na ulici Jurije Illjenka a ulice Hercena.